# Robinson Crusoé sur Mars
Pour plus de détails, voir Fiche technique et Distribution.
Robinson Crusoé sur Mars (Robinson Crusoe on Mars) est un film américain réalisé par Byron Haskin, sorti en 1964. C'est une transposition sur Mars du roman Robinson Crusoé de Daniel Defoe.

## Synopsis
Le commandant Kit Draper et le colonel McReady font une expédition sur Mars. Pour éviter une météorite, ils épuisent tout leur carburant et leur vaisseau reste en orbite autour de la planète. Ils descendent sur Mars, mais McReady meurt lors de l'atterrissage. Draper reste seul avec le singe Mona.
Il parvient à survivre en découvrant que certains minéraux, sous l'action de la chaleur, produisent de l'oxygène. Il va ainsi se construire un abri dans une grotte. Jusqu'au jour où il découvre un squelette. Il voit ensuite arriver un mystérieux vaisseau extraterrestre. Draper s'approche et voit qu'il amène des esclaves extraterrestres pour exploiter le sous-sol de Mars.

## Fiche technique
- Titre français : Robinson Crusoé sur Mars
- Titre original : Robinson Crusoe on Mars
- Réalisation : Byron Haskin
- Scénario : John C. Higgins & Ib Melchior, d'après Robinson Crusoé de Daniel Defoe
- Musique : Van Cleave
- Photographie : Winton C. Hoch
- Montage : Terry O. Morse
- Production : Aubrey Schenck
- Sociétés de production : Paramount Pictures & Aubrey Schenck Productions
- Société de distribution : Paramount Pictures
- Pays de production :  États-Unis
- Langue : Anglais
- Format : Couleur - Mono - 35 mm - 2.35:1
- Genre : Science-fiction
- Durée : 110 min

## Distribution
- Paul Mantee (VF : Roland Ménard ; scènes supplémentaires : Jean-Claude Donda) : Le commandant Christopher Draper
- Victor Lundin (en) : Vendredi
- Adam West (VF : Pierre Fromont) : Le colonel Dan McReady
- Barney le singe : Mona